# Phaswane Mpe
Phaswane Mpe (Polokwane, 10 settembre 1970 – Johannesburg, 12 dicembre 2004) è stato un romanziere e poeta sudafricano. Ha studiato presso l'Università di Witwatersrand, dove è stato docente di letteratura africana. Il suo romanzo d'esordio, Welcome to Our Hillbrow, è stato pubblicato nel 2001. 

## Biografia
Mpe nacque nella città di Polokwane, nel Sudafrica nordorientale. All'età di 19 anni si trasferì a Johannesburg per frequentare l'università. 
Non avendo grandi disponibilità economiche fu costretto a vivere nel quartiere di Hillbrow, dove successivamente scrisse il suo primo romanzo. Welcome To Our Hillbrow tratta i cambiamenti della vita nelle città del Sudafrica nel decennio successivo al crollo dell'apartheid ad opera di Nelson Mandela e Frederik Willem de Klerk. Lungi dal godere della libertà consentita dalla democrazia, il libro descrive i nativi sudafricani neri di fronte alle nuove sfide della povertà, la disoccupazione, e l'HIV / AIDS. 
Le uniche persone di colore che hanno ottenuto dei benefici dall'apartheid, secondo Mpe, sono stati gli immigrati più istruiti provenienti da altre parti dell'Africa. La xenofobia nei confronti di questi immigrati neri è un altro tema centrale del romanzo, era molto diffusa in città l'idea che fossero queste persone i responsabili della diffusione del virus HIV in Sudafrica. 
HIV e AIDS sono temi comuni nel suo lavoro, fatto non sorprendente considerando la grande diffusione della malattia in Sud Africa, e prima della sua morte egli ha intrapreso gli studi di dottorato sulla sessualità nella letteratura post-apartheid del Sudafrica. 
Ha partecipato nel 2003 al Crossing Border Festival a L'Aia, Paesi Bassi con altri autori sudafricani, tra cui Ivan Vladislavic, Lesego Rampolokeng, Stacy Hardy, K. Sello Duiker, e Nadine Botha.
Mpe è morto improvvisamente a 34 anni a causa di una malattia sconosciuta (quasi certamente correlata all'HIV), quando stava per iniziare la formazione come guaritore tradizionale.

## Opere
- Welcome To Our Hillbrow, University of KwaZulu-Natal Press, 2001,  pp. 124 pp, ISBN 978-0-86980-995-2.
- Welcome to Our Hillbrow: A Novel of Postapartheid South Africa, Ohio University Press, 2011,  pp. 150 pp, ISBN 978-0-8214-1962-5.
- Benvenuti a Hillbrow, traduzione di Enrico Monier, collana Comunità alternative, il Sirente, Fagnano Alto, 2011,  pp. 140 pp, ISBN 978-88-87847-30-7.